# Schizachyrium fragile
Schizachyrium fragile är en gräsart som först beskrevs av Robert Brown, och fick sitt nu gällande namn av Aimée Antoinette Camus. Schizachyrium fragile ingår i släktet Schizachyrium och familjen gräs. Inga underarter finns listade i Catalogue of Life.